# Notre-Dame (Moret-sur-Loing)

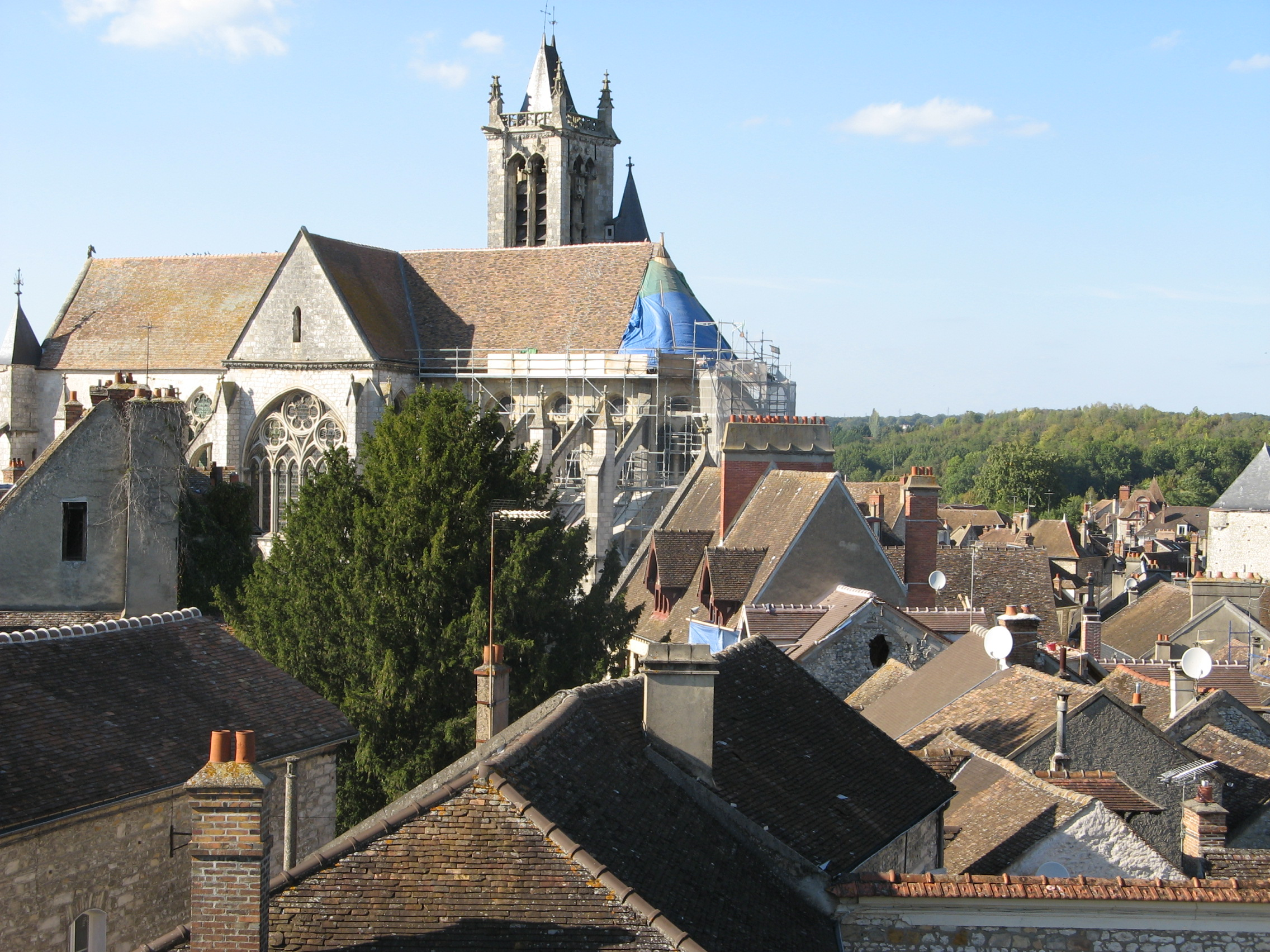
Notre-Dame vom Donjon des Château de Moret aus gesehen

Notre-Dame ist eine dreischiffige gotische Hallenkirche mit Querschiff in der französischen Stadt Moret-Loing-et-Orvanne im Département Seine-et-Marne in der Region Île-de-France. Sie ist seit 1840 als Baudenkmal (Monument historique) klassifiziert.

## Kirchenbau
Die Kirche wurde vom 13. bis 15. Jahrhundert an der Stelle eines früheren Gotteshauses errichtet. Das Hauptschiff ist 46 m lang und 21 m hoch.
Alfred Sisley (1839–1899), der in der Stadt lebte, malte Notre-Dame de Moret in 14 Bildern.

## Orgel
Besonders bemerkenswert ist in einem Orgelprospekt aus den Jahren 1530–1540 eine Renaissance-Orgel aus dem 16. Jahrhundert. Der Prospekt stand bis ins Jahr 2001 anderthalb Jahrhunderte ohne Orgelpfeifen leer. Das durch Orgelbaumeister Michel Giroud wiederhergestellte Werk umfasst 15 Register mit 1038 Pfeifen und hat folgende Disposition:
| I Grand-Orgue C–f3 |        |
| Montre             | 8′     |
| Bourdon            | 8′     |
| Prestant           | 4′     |
| Flûte              | 4′     |
| Doublette          | 2′     |
| Nazard             | 2 ⁄3′  |
| Tierce             | 1 3⁄5′ |
| Larigot            | 1 ⁄3′  |
| Flageolet          | 1′     |
| Fourniture IV      |        |
| Cymbale III        |        |
| Trompette          | 8′     |
| Voix Humaine       | 8′     |
| Clairon            | 4′     |

| II Récit C–f3  |
| Cornet V       |
| Tremblant doux |
| Tremblant fort |

| Pédalier «à la française» C–f3 |    |
| Trompette (GO)                 | 8′ |

- Koppeln: II/I